# Avtopat A1
Die Avtopat Prijatelstvo (deutsch Autobahn Freundschaft), ausgeschildert als A1 (ehm. Avtopat M1), ist eine nordmazedonische Autobahn und führt als wichtige Nord-Süd-Verbindung von Serbien nach Griechenland. Sie ist ein Teilstück des ehemaligen jugoslawischen Autoput Bratstvo i jedinstvo und damit Bestandteil des Paneuropäischen Verkehrskorridors X.

## Ausbaustand
2007 wurde mit Serbien und Griechenland ein Vertrag unterzeichnet, welcher vorsah, die komplette Achse Belgrad-Thessaloniki zu einer Autobahn auszubauen.
Am 8. September 2011 wurde nach vier Jahren Bauzeit das 7,4 km lange und 15,5 Mio. Euro teure Teilstück von der serbischen Grenze bis nach Tabanovce fertiggestellt. Zum vollständigen vierspurigen Ausbau fehlte nun nur noch das 28,8 km lange Teilstück von Demir Kapija nach Smokvica, das schließlich im Frühjahr 2018 eröffnet wurde.
Anfang 2025 wurde eine Zweigstrecke der A1 als Halbautobahn von der Ortschaft Gradsko nach Prilep eröffnet.

## Namensänderung
Wegen des Streits um den Namen Mazedonien zwischen Nordmazedonien und Griechenland wurde die Autobahn im Jahr 2018 von Aleksandar Makedonski "Alexander der Große" in Autobahn der Freundschaft "Avtopat Prijatelstvo" umbenannt.

## Maut

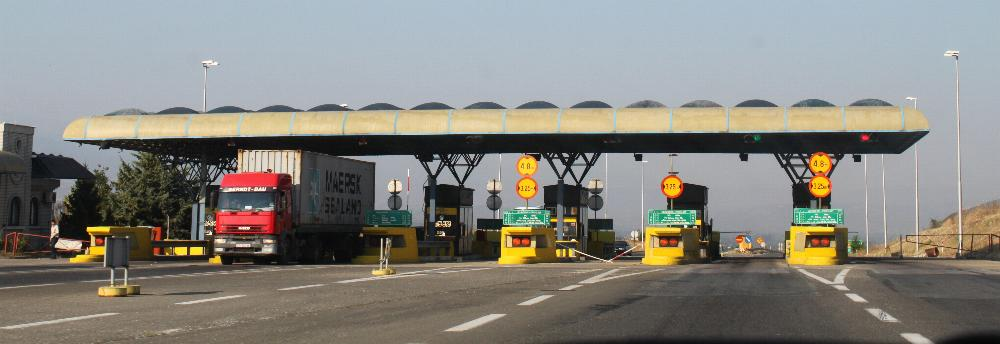
Mautstelle

Die Benutzung ist mautpflichtig. An verschiedenen Mautstellen werden 60 bis 80 MKD (optional auch 1,00 bis 1,50 EUR) für einen PKW kassiert.